# Балканская филология
Балка́нская филоло́гия или балка́нское языкозна́ние, также балкани́стика — раздел лингвистики, изучающий языки Балканского полуострова, в том числе как Балканский языковой союз. Основанием для выделения балканских языков является не только их территориальная близость, но и наличие общих черт в типологически разных языках региона. 
Впервые термин балканская филология использован в 1896 году в докладе Кристиана Сандфельда (Kristian Sandfeld Jensen), специалиста по романским языкам. Йенсен в дальнейшем защитил диссертацию об исчезновении инфинитива в румынском и других балканских языках, опубликовал работу «Балканская филология. Проблемы и результаты» и считается основоположником направления.

В России специалистов по балканистике готовит Санкт-Петербургский государственный университет (отделение балканской филологии на филологическом факультете).